# فلويد بلوم
فلويد بلوم (Floyd E. Bloom) طبيب وباحث علمي أمريكي. ولد في منيابولس، مينيسوتا بالولايات المتحدة الأمريكية عام 1936.